# Achsgenerator

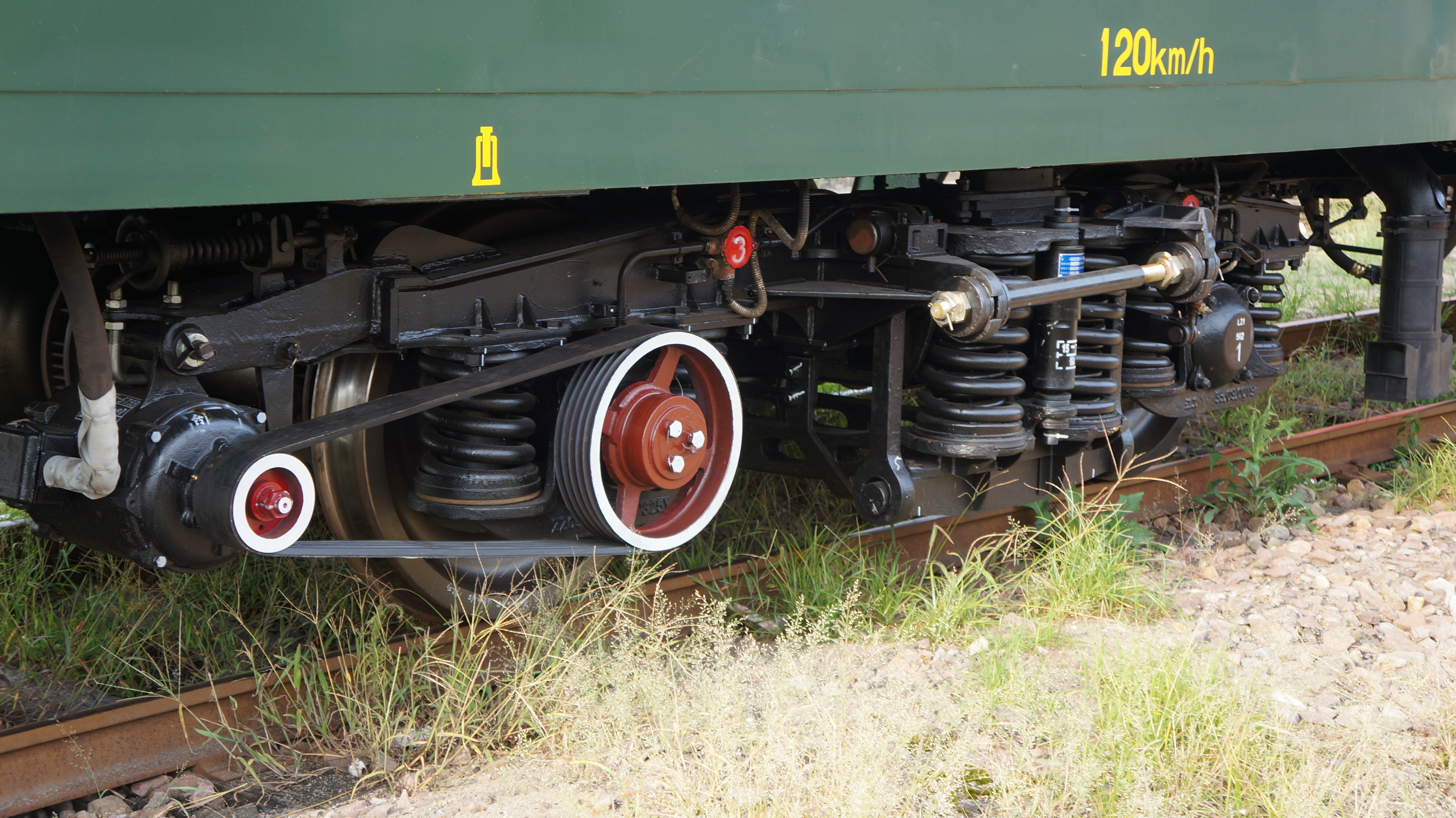
Abgesetzter Achsgenerator

Der Achsgenerator, auch Radsatzgenerator genannt, in manchen Bauformen auch Achsdeckelgenerator, dient der Stromversorgung von Eisenbahnwagen für Beleuchtung und vergleichbare Kleinverbraucher. In modernen Eisenbahnwagen übernimmt diese Funktion die Zugsammelschiene.

## Funktionsweise
Der Generator sitzt außen an (daher auch die Bezeichnung als Achsdeckelgenerator) oder neben dem Radsatz des Eisenbahnwagens und läuft mit dieser mit. Strom wird also nur während der Fahrt erzeugt. Die Versorgung im Stand erfolgt durch Akkumulatoren, die während der Fahrt geladen werden.
Bei Gleichstromgeneratoren muss die Möglichkeit zur Polumschaltung bei Fahrtrichtungswechsel geschaffen werden, um den Akkumulator polrichtig zu laden. Des Weiteren musste eine Einrichtung geschaffen werden, welche die Spannung bei unterschiedlichen Fahrgeschwindigkeiten und somit Generatordrehzahlen möglichst konstant hielt. Eine zusätzliche Spannungsbegrenzung schützte die angeschlossenen elektrischen Geräte vor Schäden.
Je nach Leistung werden zur Leistungsübertragung zwischen Radsatzwelle und Generator verschiedene Systeme, wie z. B. Riemen-, Gelenkwellen-, Tatzlager- oder hydraulische Systeme genutzt.

## Geschichte

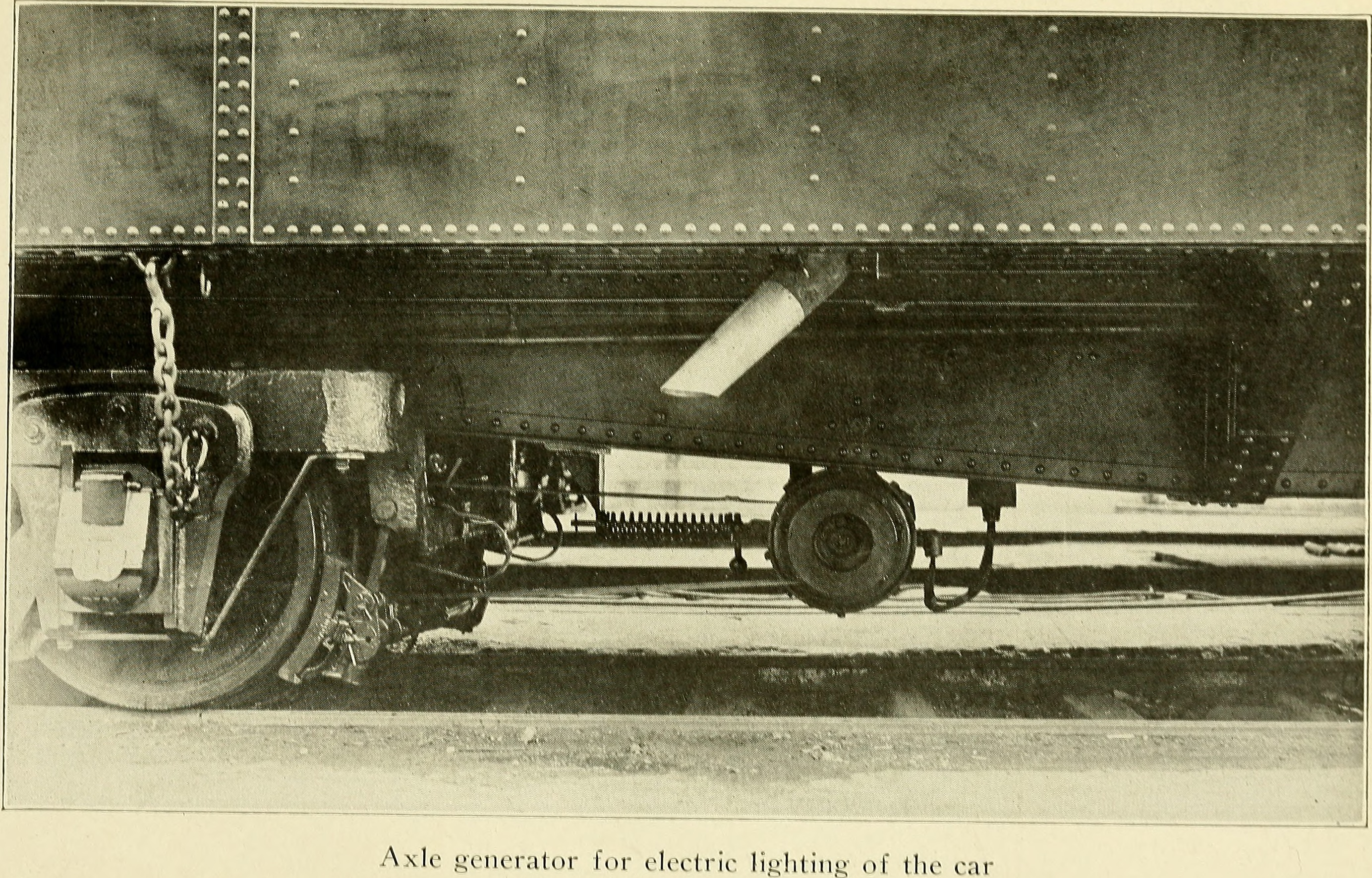
Achsgenerator (ca. 1917)

Die ersten Versuche mit elektrischer Zugbeleuchtung wurden 1881 durchgeführt. Die eingesetzten Batterien und Akkumulatoren konnten jedoch nur eine begrenzte Zeit die elektrische Energie für die Beleuchtung zur Verfügung stellen, weshalb bald nach einer ergänzenden Energiequelle gesucht wurde. Dabei konnte entweder eine geschlossene Zugbeleuchtung, die von einer zentralen Energiequelle versorgt wurde, oder eine Einzelwagenbeleuchtung zur Anwendung kommen. Da die meisten der damals eingesetzten Dampflokomotiven jedoch nicht mit einer leistungsfähigen elektrischen Energieversorgung ausgestattet waren und die Einzelwagenbeleuchtung eine höhere Flexibilität versprach, setzte sich in Europa, zuerst in Fernverkehrszügen, die Einzelwagenbeleuchtung durch. Dabei wurde eine Kombination aus Achsgenerator und Akkumulator eingesetzt. Aufgrund der hohen Anschaffungs- und Unterhaltungskosten der Einzelwagenbeleuchtung wurden bei Klein- und Nebenbahnen teilweise die geschlossene Zugbeleuchtung eingesetzt, wobei die Energieversorgung des gesamten Zuges über einen Achsgenerator im Gepäckwagen sichergestellt wurde. Diese Anordnung wurde beispielsweise bei der Lokalbahn Aktien-Gesellschaft gewählt.
Bis in die 1970er Jahre war der Achsgenerator die Standardstromversorgung vor allem für Reisezugwagen, die in Zügen mit Dampf- bzw. Dieselantrieb eingesetzt wurden. Als dann im Rahmen der Eisenbahnverbände UIC und OSShD international festgelegt wurde, dass die Zugheizung zur Vermeidung der Doppelausrüstung der Wagen nur noch elektrisch betrieben werden sollte, wurde die Heizleitung zur Zugsammelschiene. Sie ließ sich mit vergleichsweise wenig Aufwand auch für die Versorgung der übrigen elektrischen Verbraucher wie beispielsweise Klimaanlagen in den Reisezugwagen nutzen. Damit konnten die Achsgeneratoren und die dazugehörenden Schalteinrichtungen entfallen.

## Neuere Entwicklung

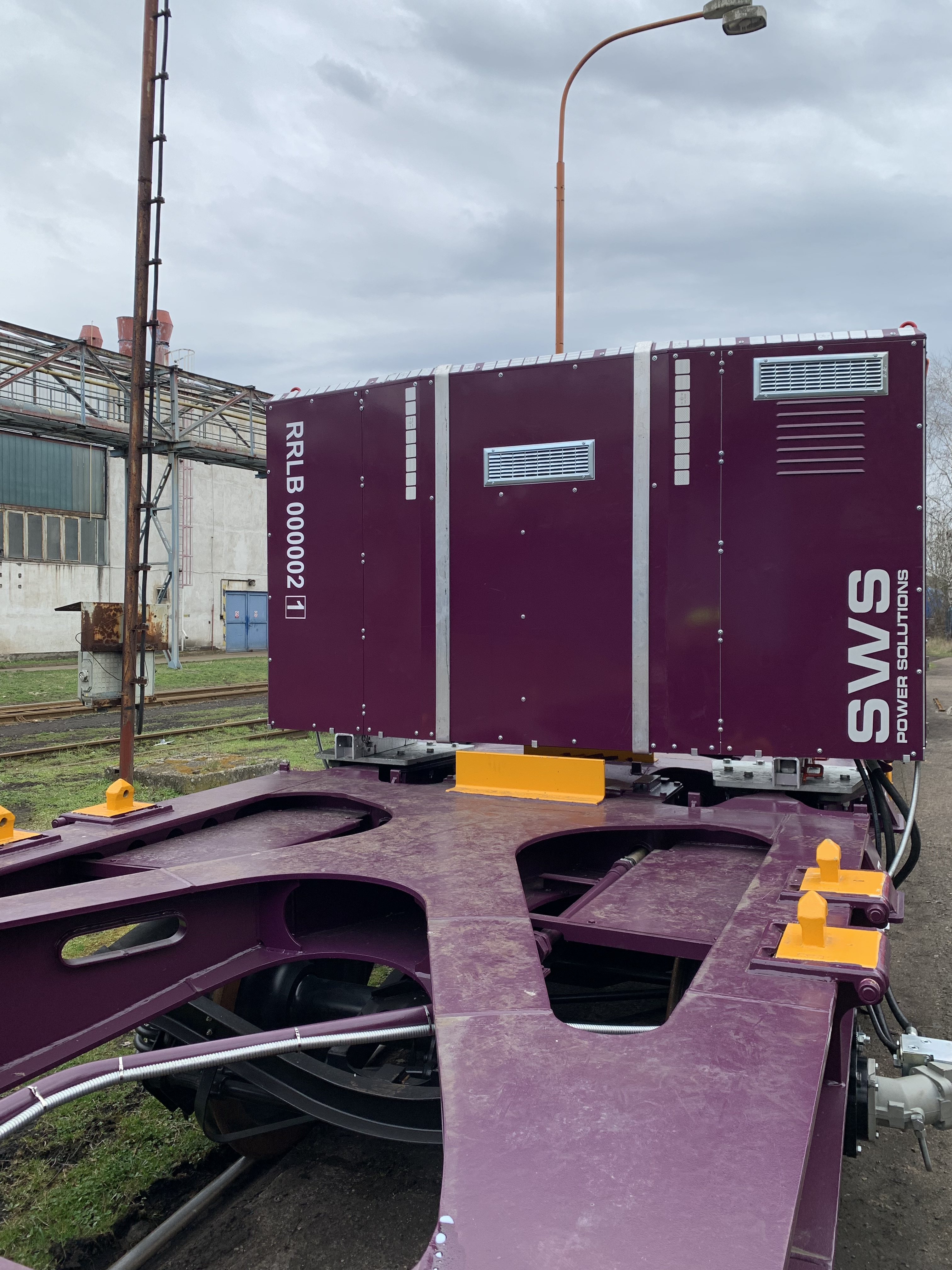
Autonomes Energieversorgungssystem SWS-PowerBox, welches über einen Achsgenerator geladen wird; zur Energieübertragung wird ein Hydrauliksystem genutzt

Im Rahmen von Überlegungen zur Digitalisierung von Güterwagen und der dazu nötigen Stromversorgung wird erwogen, Achsgeneratoren als Brückentechnologie vor der Einführung der Digitalen Automatischen Kupplung einzusetzen. Eine mögliche Bauform sind sogenannte Achsdeckegeneratoren. Dafür spricht ihre leichte Nachrüstbarkeit und ausreichende Leistungsfähigkeit. Zudem bieten Achsgeneratoren Unabhängigkeit von der Ausstattung der Lok und anderen Wagen im Zug. Als mögliches Problem wird das Verhältnis aus Stromangebot und -verbrauch insbesondere bei kurzen Wagenumläufen gesehen.
Ein weiteres Problem ist die Energieversorgung von intermodalen Transporteinheiten, wie z. B. Kühlcontainern, für den Transport von temperaturkontrollierten Waren auf der Schiene. Dazu hat die Firma SWS Power Solutions ein System mit einem Achsgenerator entwickelt, der während der Fahrt Strom erzeugen und diesen in einem Batteriemodul zwischengespeichert.